# Ferrovia Narvik-Bjørnfjell
La ferrovia Narvik–Bjørnfjell, anche nota come Ofotbanen, è una linea ferroviaria norvegese di proprietà statale, parte della Malmbanan che collega Narvik a Luleå.

## Nome
Come per molte linee ferroviarie della penisola scandinava, anche la linea Narvik–Bjørnfjell ha un suo "soprannome" derivato dal contesto geografico o da località incontrate lungo il percorso. Nel caso della Ofotbane, questo deriva dall'Ofotfjord, o fiordo di Ofot, un'insenatura del mar di Norvegia lungo 78 chilometri e situato nella contea di Norrland a circa 200 chilometri dal circolo polare. Nel gergo comune, tuttavia, la linea viene anche erroneamente chiamata, per estensione dalla porzione svedese del tracciato, Malmbanan.

## Storia
La costruzione della tratta Narvik–Bjørnfjell segue sostanzialmente le stesse vicissitudini della tratta Bjørnfjell–Luleå, progettata e costruita dalla medesima società. Per il minerale di ferro estratto nei dintorni di Kiruna era preferibile, per distanza percorsa, lo sbocco sull'oceano Atlantico rispetto a quello sul golfo di Botnia. Per questa ragione, e per meglio sfruttare i giacimenti minerari, nel 1890 venne costituita la Luossavaara-Kiirunavaara Aktiebolag (LKAB), ma fu solamente nel 1902 che i primi treni poterono cominciare a trasportare verso Narvik il prezioso minerale.

## Caratteristiche
|  |  | Non-passenger head station |

|  |  | Small non-passenger station on track |

|  |  | Station on track |

|  |  | Non-passenger station/depot on track |

|  |  | Non-passenger station/depot on track |

|  |  | Small non-passenger station on track |

|  |  | Station on track |

|  |  | Small non-passenger station on track |

|  |  | Station on track |

|  |  | Small non-passenger station on track |

|  |  | Stop on track |

|  |  | Station on track |

|  |  | Continuation forward |

La linea, a semplice binario ed elettrificata a corrente alternata monofase da 15 kV 16⅔ Hz, è classificata in categoria G e permette il passaggio di treni con un peso assiale che raggiunge il ragguardevole valore di 30 tonnellate/asse — un unicum nel panorama ferroviario europeo. I treni merci di minerale ferroso che transitano su questa linea, quasi tutti operati da LKAB Malmtrafik, sono composti di 68 carri e raggiungono una massa rimorchiata di ben 8600 tonnellate.

### Percorso

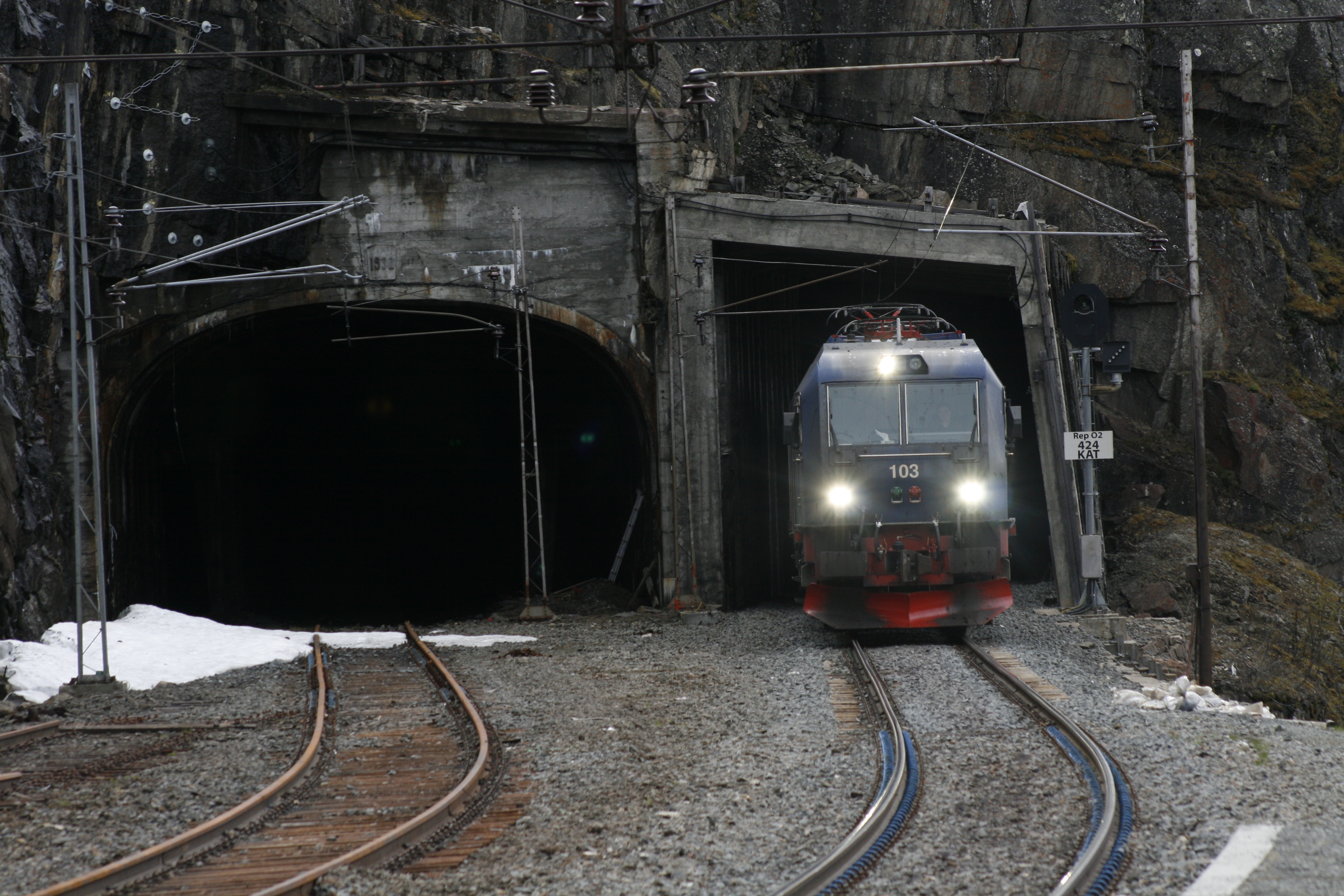
Un treno di minerali trainato da una locomotiva IORE di LKAB a Katterat.

I 40 km finali della Malmbanan hanno origine presso Bjørnfjell, situata interamente in territorio norvegese, che funge da confine fra le amministrazioni ferroviarie dei due paesi scandinavi. Da lì la ferrovia continua la sua discesa verso l'oceano, superando la piccola fermata di Søsterbekk, e aprendosi in una vista vertiginosa sul Rombaksbotn. Proseguendo la discesa si incontra la stazione di Katterat, dove è stato realizzato il nuovo binario di corsa all'interno della montagna con un tunnel di 935 metri, mentre il vecchio tracciato è diventato il binario di incrocio. Continuando verso ovest, la ferrovia raggiunge Rombak correndo lungo una parete rocciosa alta diverse centinaia di metri sopra il fiordo. A Straumsnes la parte più scenografica ed ardita del percorso è superata, e la ferrovia scende più dolcemente lungo il fianco della montagna, raggiungendo Djupvik, anch'essa con un nuovo binario realizzato all'interno di una galleria di 884 metri, ed infine Narvik.

## Traffico

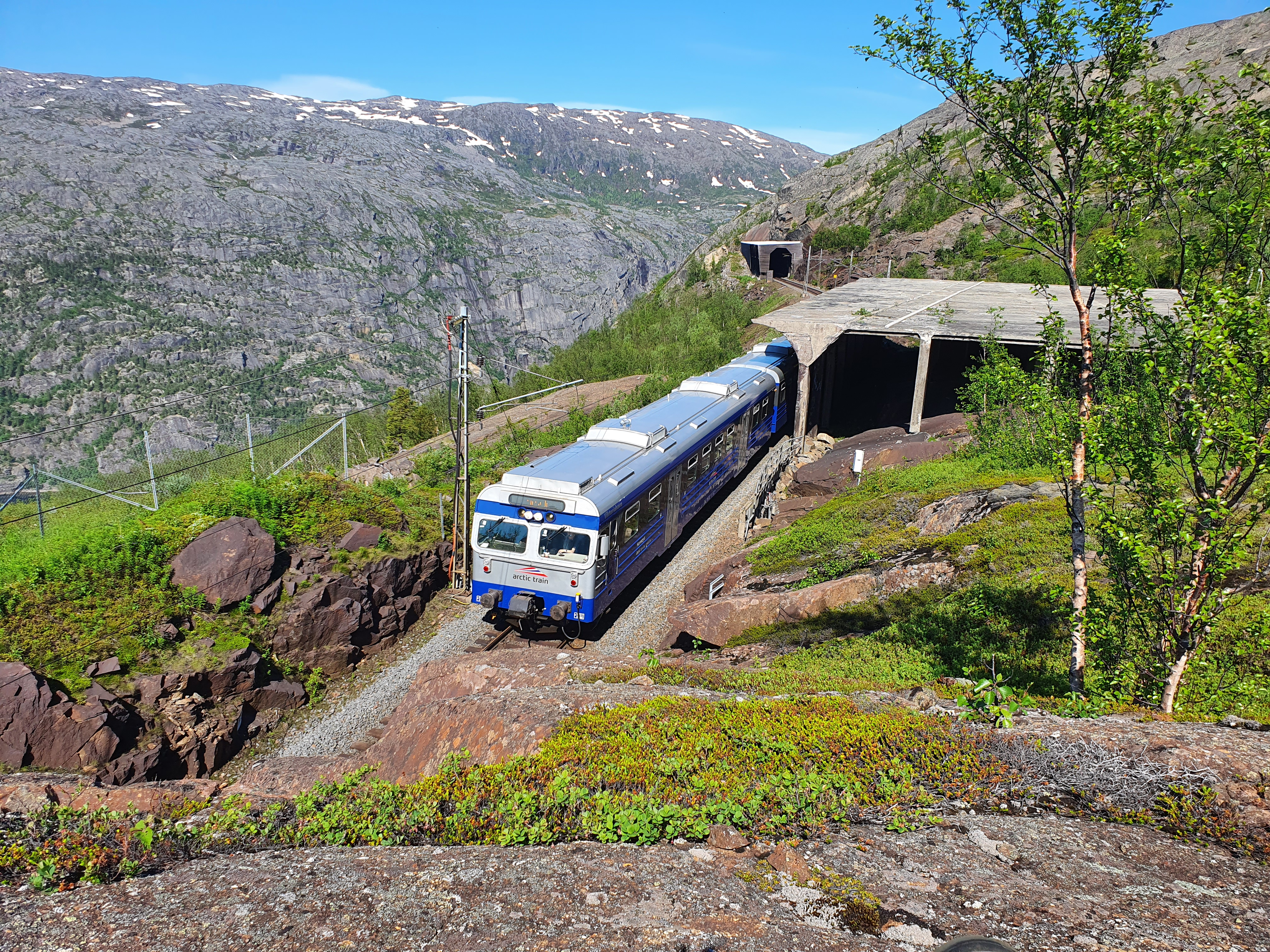
L'Arctic Train in corsa presso Kvitur

La linea vede il transito principalmente di treni merci per il trasporto di minerale di ferro, operati da LKAB Malmtrafik, al cui scopo fu appunto costruita la linea. Non mancano però treni merci di altra natura, fra cui la coppia giornaliera dell'ARE Arctic Rail Express che collega Oslo a Narvik in 27 ore attraverso la Svezia, dal momento che non è presente un collegamento diretto tra Narvik ed il resto della rete ferroviaria norvegese. Essendo sempre libero da ghiacci, il collegamento col porto di Narvik è sfruttato anche per il transito di altre merci verso il nord della Svezia.
Il servizio viaggiatori si limita a due coppie di treni al giorno: un intercity per Luleå ed un treno notte per Stoccolma, entrambi effettuati da SJ. Arctic Train AS opera l'omonimo servizio turistico, con partenze bi- e trisettimanali tra Narvik e Bjørnfjell (a volte esteso fino ad Abisko östra, in Svezia). Durante la stagione invernale, da ottobre a dicembre, la stessa compagnia effettua anche il Northern Lights Train.